# Јуденбах
Јуденбах (њем. Judenbach) општина је у њемачкој савезној држави Тирингија. Једно је од 16 општинских средишта округа Зонеберг. Према процјени из 2010. у општини је живјело 2.568 становника. Посједује регионалну шифру (AGS) 16072009.

## Географски и демографски подаци
Јуденбах се налази у савезној држави Тирингија у округу Зонеберг. Општина се налази на надморској висини од 630 метара. Површина општине износи 43,2 km². У самом мјесту је, према процјени из 2010. године, живјело 2.568 становника. Просјечна густина становништва износи 59 становника/km².

## Међународна сарадња
| Мјесто           | Држава    | Врста сарадње | Од    |
| ---------------- | --------- | ------------- | ----- |
| Шевеж            | Француска | пријатељство  | 2000. |
| Клостернојербург | Аустрија  | пријатељство  | 1995. |
| Фођа             | Италија   | пријатељство  | 1995. |
| Извор            |           |               |       |